# Bambara Maoudé
Bambara Maoudé (ou Bambara Maoundé) est une commune du Mali, dans le cercle de Gourma-Rharous et la région de Tombouctou.